# Nitreto de gálio
O nitreto de gálio, fórmula química {\displaystyle GaN}, é indispensável para diversas das últimas evoluções do campo da tecnologia. Ele é um semicondutor pertencente ao grupo III-V, que compreende o nitreto de gálio, nitreto de alumínio, nitreto de índio e ligas ternárias e quaternárias. Esse semicondutor se destaca por possuir um bandgap largo, no valor de {\displaystyle 3,4} eV, emitindo/absorvendo comprimentos de onda na faixa do azul ao ultravioleta. Os filmes produzidos por este material geralmente se cristalizam na estrutura zinc-blend com simetria cúbica ou na estrutura wurtzita com simetria hexagonal. Dependendo das condições de deposição, o crescimento dos filmes pode acontecer ao longo de vários planos. As características deste semicondutor permitem a aplicação na indústria optoeletrônica e na tecnologia de dispositivos eletrônicos, reduzindo custos de produção, diminuindo o tamanho e a massa dos dispositivos, aumentando a eficiência, além de diminuir o impacto ambiental. Recentemente, o {\displaystyle GaN} tem sido sujeito a extensivas investigações experimentais para dispositivos optoeletronicos e tem experimentado continuo progresso e melhorias nas técnicas de crescimento de cristais.

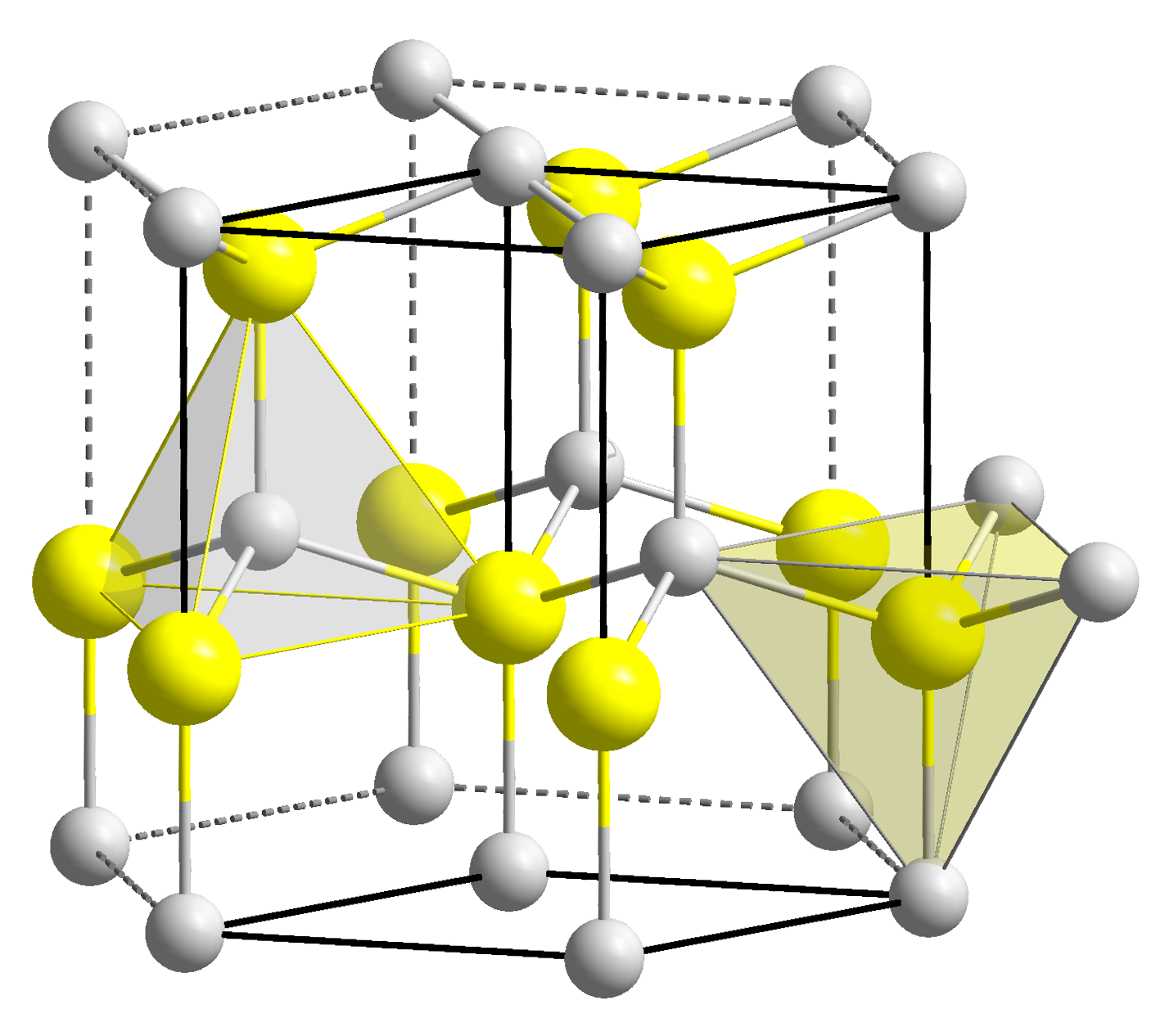
Estrutura hexagonal wurtzita
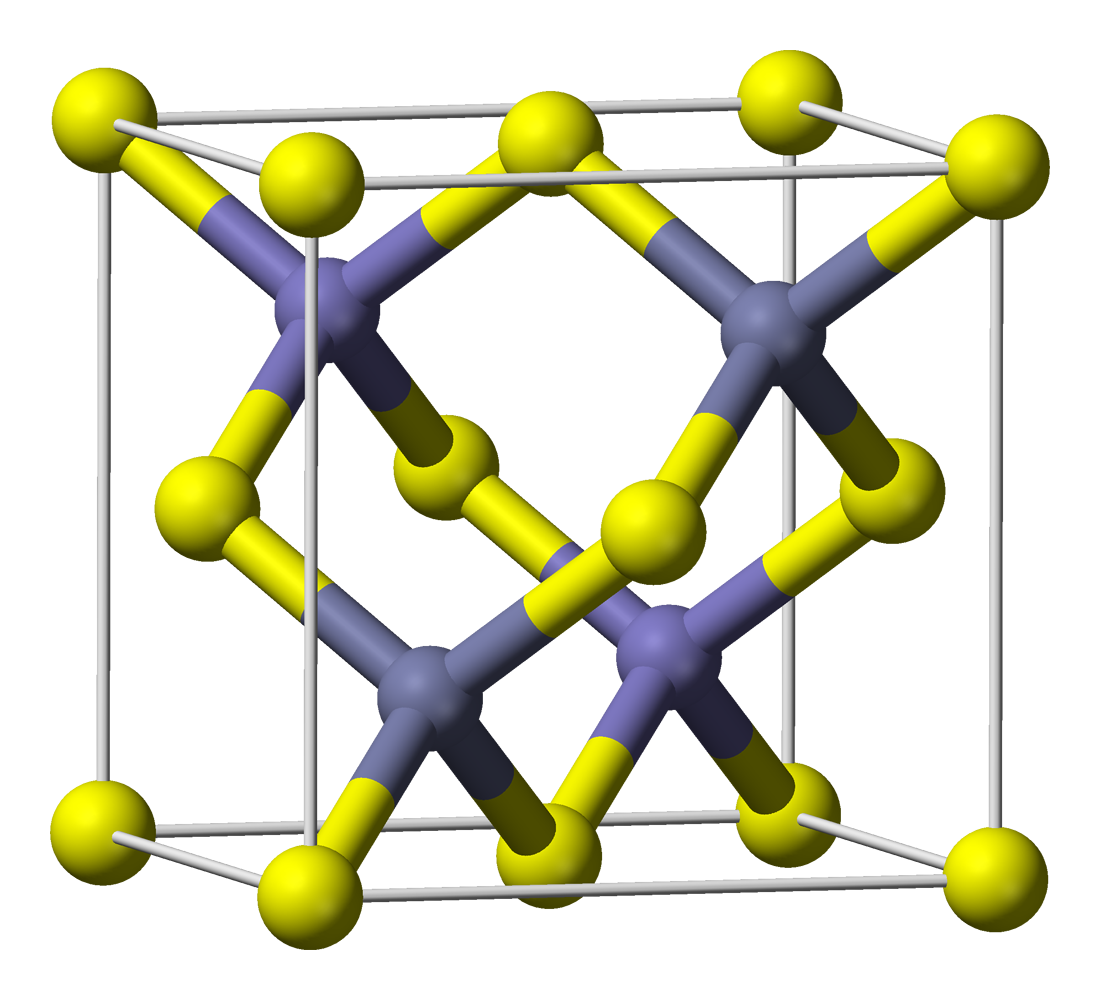
Estrutura cúbica zinc-blend

## Síntese

### Substratos em massa
Os cristais de {\displaystyle GaN} podem ser cultivadas a partir de um fusão {\displaystyle N/Ga}, o derretimento realizado sob pressão de {\displaystyle 100atm} do {\displaystyle N_{2}} em {\displaystyle 750{\text{°C}}}. Como {\displaystyle Ga} não irá reagir com o {\displaystyle N_{2}} abaixo de {\displaystyle 1000{\text{°C}}},  geralmente numa das seguintes maneiras:
{\displaystyle 2Ga+2NH_{3}\rightarrow 2GaN+3H_{2}}
{\displaystyle Ga_{2}O_{3}+2NH_{3}\rightarrow 2GaN+3H_{2}O}

### Epitaxia de feixe molecular
Comercialmente, cristais de {\displaystyle GaN} podem ser cultivadas usando epitaxia de feixe molecular. Este processo pode ser ainda modificado para reduzir as densidades de deslocamento. Em primeiro lugar, um feixe de íons é aplicada à superfície de crescimento, a fim de criar rugosidade em nanoescala. Em seguida, a superfície é polido. Este processo realiza-se no vácuo.

## Histórico

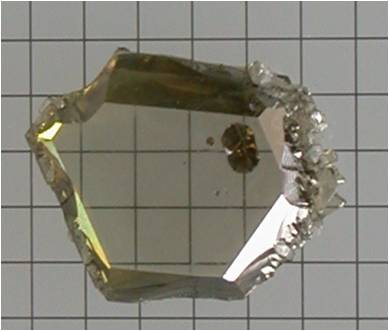
Cristal de nitreto de gálio

Para produzir dispositivos semicondutores à base de {\displaystyle GaN} é necessário produzir cristais de boa qualidade, sem defeitos. Devido a este fato surgiu a necessidade de se obter cristais perfeitos de nitreto de gálio, porém a obtenção não é tão simples, pois envolve a produção altamente controlada de várias camadas do material, na forma de filme, em escala nanométrica.
Em 1916, o cientista polonês Jan Czochralski inventou um método para produção de cristais semicondutores. Um pequeno cristal do material desejado é mergulhado num cadinho que contem o mesmo material derretido. Uma haste é puxada lentamente para cima e rodada ao mesmo tempo. Controlando os gradientes de temperatura, velocidade da haste e velocidade de rotação é possível extrair um grande cristal cilíndrico. O material se solidifica ao redor do pequeno grão de cristal, criando um cristal maior. Inicialmente o material utilizado foi o silício. Este método poderia ser utilizado para o {\displaystyle GaN}, porém o problema está nas condições experimentais. Seria necessário utilizar uma temperatura de {\displaystyle 2225~{\text{°C}}} e uma pressão de {\displaystyle 64000~atm}, condições estas que são equiparáveis à do extremo interior da Terra. Portanto, seria quase impossível construir tal sistema.  	
Robert Dwili´nski assumiu o desafio de fazer um material cristalino de nitreto de gálio, com dimensões relativamente grandes. Como o método de Czochralski não seria viável, então foi necessário se pensar em outros métodos. Ele partiu da ideia de combinar soluções de nitrogênio em pressões elevadas. Em uma autoclave insere-se amônia a uma temperatura de {\displaystyle 500~{\text{°C}}}, formando uma solução supercrítica. Esta solução ataca um compartimento que contém nitreto de gálio, dissolvendo-o. Correntes de convecção transportam a solução para uma parte refrigerada da autoclave. Neste momento, o nitreto de gálio deixa a solução e se dirige aos substratos. Foi possível obter cristais de {\displaystyle GaN} pelo método de Dwilin`nski , porém os cristais obtidos possuíam dimensões em torno de {\displaystyle 20~mm}.  A partir de então, investigadores do mundo todo começaram a tentar crescer cristais de {\displaystyle GaN} com grandes dimensões. Muitas outras técnicas foram utilizadas e com sucesso.
Atualmente as técnicas mais utilizadas para a produção de cristais de {\displaystyle GaN} de alta qualidade são a epitaxia por feixe molecular (MBE, em inglês, Molecular Beam Epitaxy)  e a deposição química de vapor por precursores metalorganicos (MOCVD,  em inglês, metalorganic chemical vapour deposition).
Estas técnicas se destacam por produzirem filmes de {\displaystyle GaN} com alto grau de cristalinidade, porém apresentam elevado custo de manutenção e produção. Há técnicas alternativas, como o Sputtering reativo, que também é capaz de produzir filmes policristalinos de GaN, que possui menor custo.

## Aplicações
As aplicações do nitreto de gálio são várias, entre elas se destacam a produção de lasers, LEDS, leitores Blu-Rays, transistores e dispositivos eletrônicos e optoeletrônicos em geral. O nitreto de gálio garante um rendimento muito maior em lasers violeta ou azul, pois devido ao seu pequeno comprimento de onda é capaz de gravar e ler dados com mais precisão pela maior compactação de informação em um espaço físico. Por exemplo, um conteúdo que seria gravado em vários DVDs pode ser transformado em apenas um disco Blu-Ray. Além da praticidade reduz o impacto ambiental. Outro exemplo da redução do impacto ambiental é a troca das lâmpadas incandescentes pelas lâmpadas de diodos emissores de luz (LED), isto reduziria e emissão de {\displaystyle CO_{2}} em até 90% ,  além de consumir cerca de um décimo de energia que as lâmpadas incandescentes consumiriam.
O nitreto de gálio também pode auxiliar até mesmo na melhoria da cobertura de telefones móveis, pois os amplificadores de micro-ondas construídos com o {\displaystyle GaN} tem maior resistência ao calor e à interferência eletrônica.

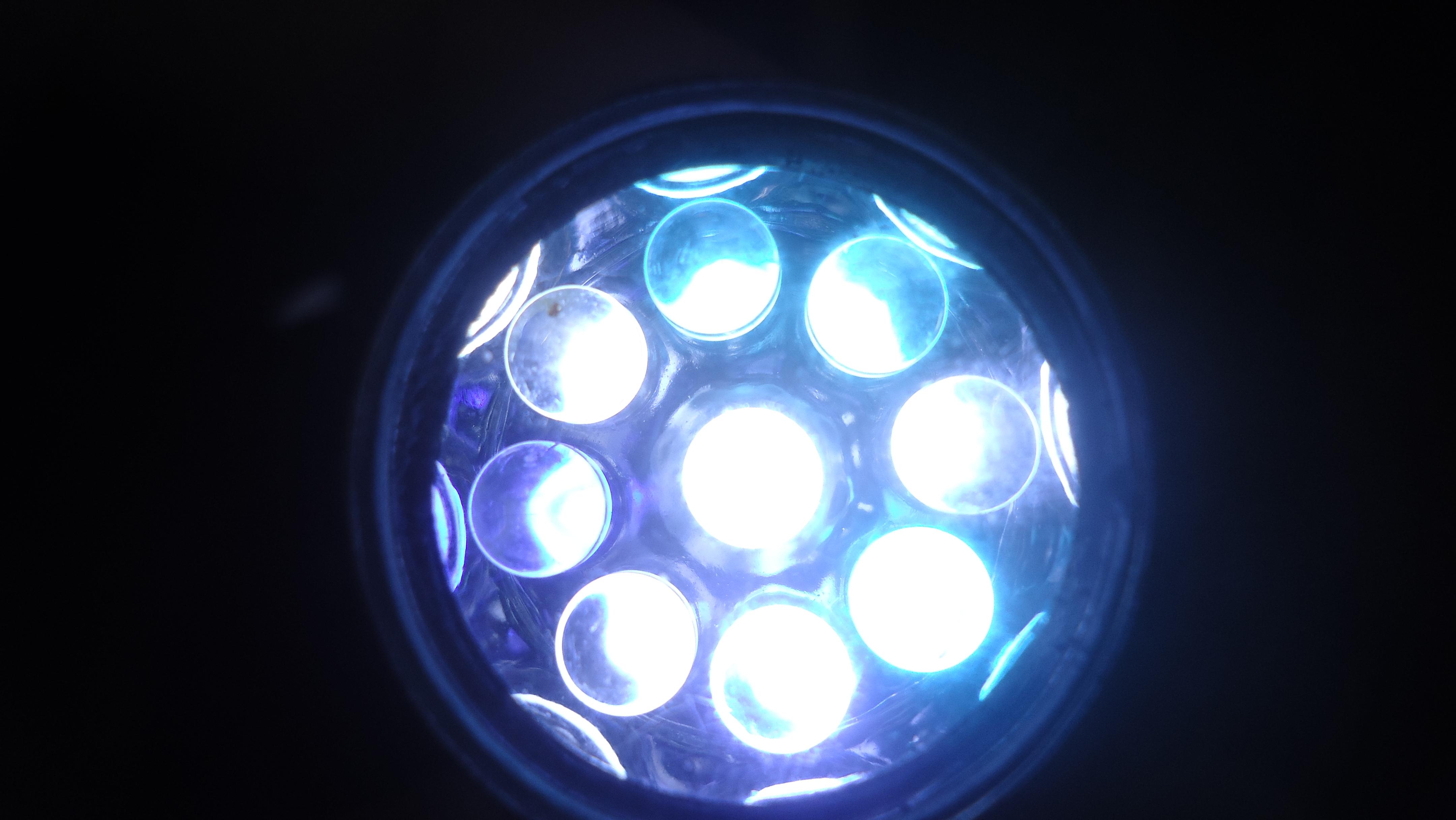
LED azul
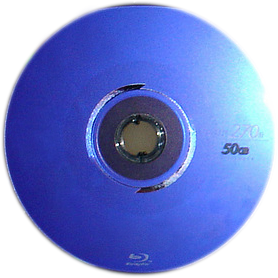
Disco Blu-ray
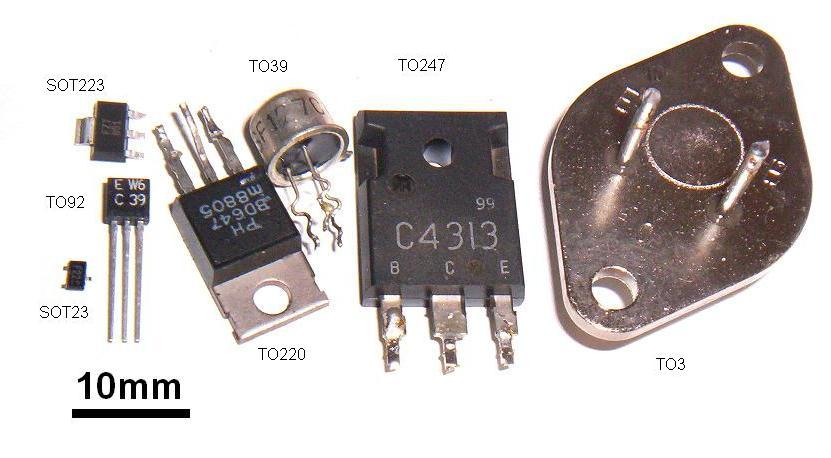
Transistores

## Substratos
Os substratos mais utilizados para o crescimento de filmes de nitreto de gálio são a safira ({\displaystyle Al_{2}O_{3}}), o silício ({\displaystyle Si}) e a sílica ({\displaystyle SiO_{2}}). O crescimento pode ser feito ao longo de vários planos cristalográficos dos materiais. Se o arranjo atômico do substrato for semelhante com o do nitreto de gálio, um material cristalino pode ser formado. O problema está na dificuldade de encontrar um substrato que possua os mesmos parâmetros de rede que o {\displaystyle GaN}, o que inviabiliza o crescimento de um material cristalino livre de tensões mecânicas e defeitos estruturais. Este problema diminui quando se usa um substrato do mesmo material, no caso, um substrato do próprio nitreto de gálio.

## Dopagem
Os processos de dopagem do {\displaystyle GaN}, fundamentais para o desenvolvimento de dispositivos eletrônicos, mostraram que {\displaystyle Mg} e {\displaystyle Si}, atuam como dopantes rasos do tipo {\displaystyle p~e~n} respectivamente, e produzem melhoras significativas nas emissões dos dispositivos luminescentes. Já a dopagem do {\displaystyle GaN} com {\displaystyle Mn} faz com que os filmes apresentem propriedades ferromagnéticas, tornando o material atrativo para aplicações e dispositivos com controle de spin. Neste caso, forma-se um material spintronico, que lida ao mesmo tempo com a carga e o spin dos elétrons possibilitando utilizar o dispositivo tanto para armazenar dados como para processar informações.  O {\displaystyle Mn} tem o papel de criar um campo magnético associado ao spin líquido de seus elétrons, promovendo a integração entre comunicação, memória e processamento em um único dispositivo.

## Biocompatibilidade
Pesquisas recentes mostram que o {\displaystyle GaN} não é tóxico e que é totalmente compatível com as células humanas, possibilitando implantes biométricos capazes de auxiliar na neuroestimulação para o tratamento de algumas doenças como o Alzheimer ou no monitoramento do sangue.